# Hydrostatisk jämvikt
Hydrostatisk jämvikt, alternativt hydrostatisk balans, uppstår när kompression på grund av tyngdkraften av en gas eller vätska balanseras av en tryckgradient som skapar en tryckkraft i den motsatta riktningen. Detta tillstånd uppnås till exempel i jordens atmosfär samt i stjärnor (sett över en större skala). Begreppet används inom till exempel astrofysik, meteorologi, oceanografi med mera.
För en vätska eller gas i hydrostatisk jämvikt gäller
{\displaystyle {\frac {\partial P}{\partial z}}+\rho g=0}
där P är trycket, z altituden, ρ är densiteten och g är tyngdaccelerationen.

## Härledning
För en volym av en vätska som inte är i rörelse eller är i ett tillstånd av konstant rörelse ger Newtons lagar att den måste ha en nettosumma av noll krafter som agerar på den. Krafterna uppåt måste vara lika stora som krafterna nedåt. Det är denna kraftbalans som kallas hydrostatisk balans.
Man kan dela upp vätskan i ett stort antal mindre kuber. Genom att bara överväga en del kan man härleda vad som händer med vätskan i sin helhet.
Det finns tre krafter som verkar på kuben:
Kraften nedåt på toppen av kuben från trycken (P) av vätskan som befinner sig ovanför den. Definitionen av tryck ger,
{\displaystyle F_{topp}=P_{topp}\cdot A}
På liknande sätt finns kraften uppåt från kuberna som befinner sig nedanför vår kub och som stöder den enligt,
{\displaystyle F_{botten}=-P_{botten}\cdot A}
Notera att denna kraft i och med minustecknet är riktad uppåt.
Till sist orsakar vikten på vår kub en kraft nedåt. Om densiteten är ρ, volymen är V och g är tyngdaccelerationen så får vi:
{\displaystyle F_{vikt}=\rho \cdot g\cdot V}
Volymen på denna kub är lika med arean på toppen eller botten, gånger höjden.
{\displaystyle F_{vikt}=\rho \cdot g\cdot A\cdot h}
Genom att balansera dessa tre krafter blir den totala kraften på vätskan:
{\displaystyle F_{total}=F_{topp}+F_{botten}+F_{vikt}=P_{topp}\cdot A-P_{botten}\cdot A+\rho \cdot g\cdot A\cdot h}
Detta ska vara noll om vätskan inte rör sig. Om vi delar med arean A,
{\displaystyle 0=P_{topp}-P_{botten}+\rho \cdot g\cdot h}
Eller, 
{\displaystyle P_{topp}-P_{botten}=-\rho \cdot g\cdot h}
Ptopp − Pbotten är en förändring i trycket och h är höjden på kuben, en ändring i avståndet över marken. Genom att förutsätta att dessa förändringar är infinitesimalt små kan ekvationen skrivas i differentialform.
{\displaystyle dP=-\rho \cdot g\cdot dh}
Densiteten ändras med trycket och gravitationen ändras med höjden, så ekvationen blir:
{\displaystyle dP=-\rho (P)\cdot g(h)\cdot dh.}

### Navier-Stokes ekvationer
Notera att den sista ekvationen ovan även kan härledas genom att lösa de tredimensionella Navier-Stokes-ekvationerna för jämviktssituationen där
{\displaystyle u=v={\frac {\partial p}{\partial x}}={\frac {\partial p}{\partial y}}=0.}
Därmed måste den enda icke triviala lösningen vara {\displaystyle z}-ekvationen, vilken nu lyder
{\displaystyle {\frac {\partial p}{\partial z}}+\rho g=0.}
Hydrostatisk jämvikt kan därför anses vara en särskilt enkel jämviktslösning på Navier-Stokes-ekvationerna.

## Exempel på tillämpningar

### Astrofysik
Begreppet hydrostatisk jämvikt är särskilt användbart inom astrofysiken för att klassificera olika astronomiska objekt. Stjärnor som befinner sig på huvudserien av Hertzsprung-Russell-diagrammet är i ett tillstånd av hydrostatisk jämvikt och är därmed relativt stabila vad gäller storlek och temperatur. Detta möjliggörs av att kärnreaktionerna i stjärnors centrum orsakar ett strålningstryck i motsatt riktning mot den gravitationella kraften och motbalanserar den.
Begreppet kan även användas för att avgöra om en himlakropp är en planet, en dvärgplanet eller ett mindre objekt (komet, asteroid etc.) - se definition av planet. Enligt de definitioner som antogs 2006 av den Internationella astronomiska unionen är planeter och dvärgplaneter de objekt som har tillräcklig massa för att övervinna deras egen styvhet och anta en rund form med hydrostatisk jämvikt. Eftersom stenplaneterna inte är perfekt runda finns uppenbart en viss flexibilitet i definitionen.

### Meteorologi och oceanografi
För att hitta tryckvariationen mot altituden i atmosfären eller i haven antas vanligen att hydrostatisk jämvikt föreligger. Det vill säga att variationen av trycket (P) mot höjden/djupet (z) är proportionell mot gravitationen (g) och densiteten (ρ) på gasen/vätskan:
{\displaystyle \partial P/\partial z=-\rho g}
Detta är inte helt sant vid snabba konvektiva rörelser i atmosfären som under åskoväder, men stämmer tämligen bra för större och långsammare fenomen (på den synoptiska skalan).